# Sante Notarnicola
Sante Notarnicola (Castellaneta, 15 dicembre 1938 – Bologna, 22 marzo 2021) è stato un rivoluzionario, criminale e poeta italiano.

## Biografia
Trascorse l'infanzia in un istituto. A 13 anni emigrò a Torino dove viveva la madre. Iscritto alla FGCI poi al PCI, si allontanò presto dalla sinistra istituzionale per legarsi a gruppi rivoluzionari e anarchici. Nel 1963 incontrò Pietro Cavallero, con cui formò una banda di rapinatori, che mise a segno una serie di 18 rapine. Nel gennaio 1966, si sposa con una ventinovenne sua compaesana e si trasferisce a Genova, dove inizia a svolgere il mestiere di rappresentante. Il 16 gennaio 1967, nel corso di una rapina a Cirié, la banda uccise il medico Giuseppe Gajottino.
L'ultima rapina avvenne il 25 settembre 1967, quando essi presero d'assalto il Banco di Napoli in largo Zandonai a Milano. La polizia riuscì ad intervenire nel corso della rapina e, nel tentativo di catturare i rapinatori, fu messo in atto un lungo inseguimento per le vie della città, con sparatoria in mezzo alla folla. Il risultato fu di 4 morti e l'arresto di uno dei componenti della banda, mentre gli altri due riuscirono a fuggire. Dopo otto giorni di latitanza tra le campagne della Pianura Padana, Notarnicola e Pietro Cavallero vennero arrestati il 3 ottobre vicino a Valenza.
Il processo presso la Corte di Assise di Milano iniziò il 3 giugno 1968 e durò 21 udienze; la sentenza dell'8 luglio irrogò l'ergastolo a Notarnicola, come pure a Cavallero e Rovoletto.
La carcerazione non spense il suo spirito rivoltoso. Insieme agli altri detenuti si batté contro le dure condizioni nelle quali i detenuti erano costretti a vivere, riuscendo, con queste prime rivolte, a conquistare una serie di diritti fino ad allora negati, come disporre di carta e matita per scrivere o avere più di un libro in cella. Fu attivo sulle condizioni detentive, sui decreti legge sulle carceri, nella lotta sul decreto di amnistia per i detenuti politici incarcerati durante "l'autunno caldo" o le condizioni detentive di massima sicurezza e l'introduzione delle carceri speciali e del regime carcerario detto del 41bis (dall'articolo 41-bis che lo aveva introdotto nell'ordinamento penitenziario italiano). Partecipò alla stagione delle rivolte in carcere, che segnarono la storia carceraria italiana e di coloro che vi furono imbrigliati per tutto il periodo antecedente e successivo alla legge Gozzini. Nel novembre 1976, con altri quattro detenuti, tentò di evadere dal carcere di Favignana attraverso un tunnel sotterraneo che venne però scoperto dagli agenti.
Nell'aprile 1978 fu il primo nella lista dei 13 nomi indicati dalle Brigate Rosse come detenuti da liberare in cambio del rilascio di Aldo Moro, scambio che poi non ebbe un seguito.
In carcere studiò, lesse e scrisse. Feltrinelli pubblicò il suo primo libro nel 1972, L'evasione impossibile, e fu autore di diversi scritti poetici. Nel 1979 inviò a Primo Levi alcune sue poesie. Levi rispose affermando che le sue poesie erano quasi tutte belle, « alcune bellissime, altre strazianti » e « miracolosa per concisione e intensità » la poesia Posto di guardia:
 Alla sua prima raccolta di versi, Con quest'anima inquieta (Torino, Senza galere, 1979), seguirà La nostalgia e la memoria (Milano, G. Maj, 1986).
 Dal 1995, in regime di semilibertà, gestì il pub Mutenye a Bologna. Il 21 gennaio 2000 ottenne infine la libertà.
Colpito dal COVID-19, riuscì a guarire, ma morì poco tempo dopo, nel marzo 2021, all'età di 82 anni, per le complicazioni di un'influenza.

## Nella cultura di massa

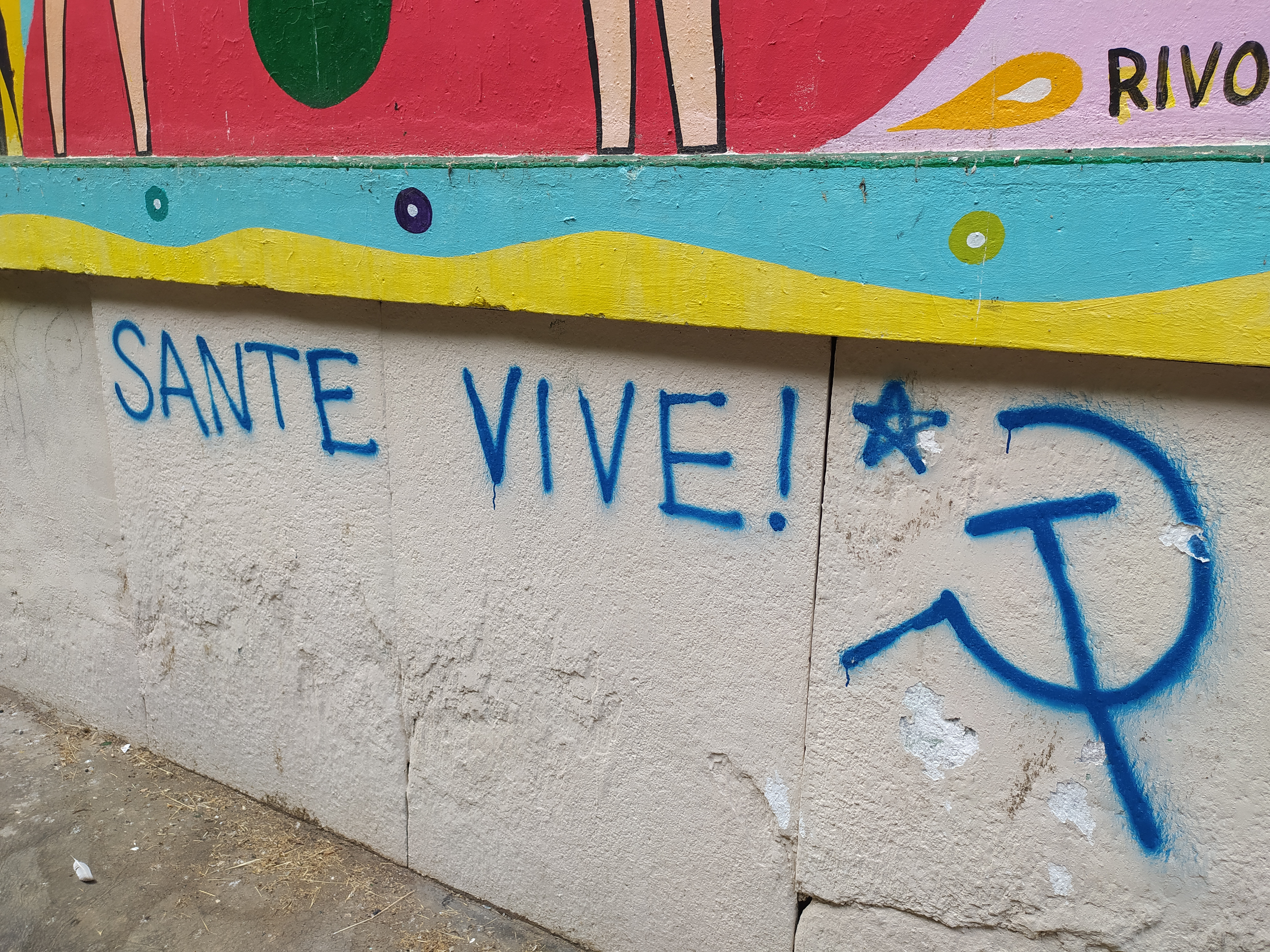
Scritta comparsa su un muro di Barriera di Milano a Torino nel 2021

- Nel film Banditi a Milano di Carlo Lizzani, ispirato alla storia della banda, il cui obiettivo finale doveva essere quello di accumulare denaro per finanziare future azioni rivoluzionarie,[13] il suo ruolo fu interpretato da Don Backy.
- Ispirata alla sua figura è la canzone Bandito senza tempo, contenuta nell'album Le radici e le ali del gruppo folk rock marchigiano Gang.[14]
- Il titolo del suo libro La nostalgia e la memoria diverrà anche il titolo di una canzone dell'album Terra di nessuno degli Assalti Frontali.
- Gianfranco Manfredi e gli Onda Rossa Posse gli hanno dedicato canzoni.

## Opere
- Sante Notarnicola, L'evasione impossibile, con una prefazione di Pio Baldelli, Feltrinelli, 1972
- Sante Notarnicola, Con quest'anima inquieta, Edizioni senza galere, Milano, 1979
- Sante Notarnicola, La nostalgia e la memoria, Giuseppe Maj editore, Milano, 1986
- Sante Notarnicola, … Camminare sotto il cielo di notte. Intervista a Sante Notarnicola, a cura di Radio Sherwood, Calusca editrice, Padova, 1993
- Sante Notarnicola, Materiale interessante. Liberi dal silenzio, a cura di Pino Cacucci, Edizioni della Battaglia / Junk books, Palermo, 1997
- Sante Notarnicola, L'evasione impossibile, Odradek, Roma,1997
- AA. VV., Mutenye. Un luogo dello spirito, Odradek, Roma, 2001
- Sante Notarnicola, L'anima e il muro. Poesie, introduzione a cura di Daniele Orlandi, disegni di Marco Perroni, Odradek, Roma, 2013
- Sante Notarnicola, La farfalla. Versi rubati, a cura di Daniele Orlandi, Petite plaisance, Pistoia, 2015
- Sante Notarnicola, Versi Elementari, Edizioni LYRIKS, 2020